# Xênia Bier
Xênia Bier, nome artístico de Vilma Barreto (São Paulo, 21 de fevereiro de 1935 — São Paulo, 24 de agosto de 2020), foi uma ex-atriz, jornalista e apresentadora de televisão brasileira.
Trabalhou em diversas emissoras: TV Cultura em telenovelas, Rede Bandeirantes no programa Xênia e Você, na Rede Globo no programa TV Mulher entre 1981 e 1984, na Rede Manchete no programa Mulher 87, dirigido por Nilton Travesso, e, em 1998, na TV Gazeta, no programa Mulheres, com Ione Borges. Em 1987, teve um programa semanal, em horário nobre, levando seu nome. Em 1980, o programa Xênia & Você foi transferido para as noites de sexta-feira, deixando de ser diário e vespertino, o que provocou um protesto de telespectadoras em frente à emissora, no bairro Morumbi, de São Paulo, com centenas de manifestantes repudiando a mudança, que durou pouco, pois logo a apresentadora preferiu deixar o canal. 
Reclusa e afastada da televisão há anos, escrevia a coluna "Crônica da Xênia" na revista feminina Ana Maria e na revista M de Mulher. Morreu em 24 de agosto de 2020, aos 85 anos. A causa da morte não foi revelada.